# Polygala mossii
Polygala mossii är en jungfrulinsväxtart som beskrevs av Arthur Wallis Exell. Polygala mossii ingår i släktet jungfrulinssläktet, och familjen jungfrulinsväxter. Inga underarter finns listade i Catalogue of Life.